# Fernand Blum
Pour les articles homonymes, voir Blum.
Fernand Édouard Corneille Blum (né à Bruxelles le 9 novembre 1885 et décédé à Knokke le 13 avril 1963) était un homme politique libéral belge. Il fut notamment bourgmestre de Schaerbeek de 1938 à 1940 et de 1947 à 1963.

## Biographie
Fernand Blum était licencié en Sciences Politiques et Administratives de l'Université Libre de Bruxelles, il milita dans les rangs du parti libéral à Schaerbeek où il fut successivement conseiller communal, échevin de l'Instruction Publique (1923-1938) et bourgmestre (1938-1940). Progressiste, très attaché à la démocratie et au libre examen, il fut interné pendant la Première Guerre mondiale et, de 1916 à 1918, passa de longs mois dans les camps en Allemagne. En 1940, craignant d'être à nouveau inquiété par les Nazis, il passa à la clandestinité. Il développa considérablement l'enseignement officiel dans sa commune, fonda plusieurs écoles communales, créa des cantines scolaires, des garderies. Fernand Blum fut également initié franc-maçon à la loge « Les Vrais Amis de l'Union et du Progrès réunis », à l'Orient de Bruxelles du Grand Orient de Belgique.
Le 14 juin 1951 décida de conférer son nom à l'athénée au développement duquel il avait contribué, et qu'il refusa opiniâtrement de céder à l’État.
De ce fait une école d'enseignement secondaire général porte son nom: l'Athénée Fernand Blum, situé avenue de Roodebeek et avenue Ernest Renan à Schaerbeek.